# 2014 SV373
2014 SV373 est un objet transneptunien de magnitude absolue 6,63, en résonance 2:5 avec Neptune

## Caractéristiques
2014 SV373 mesure environ 180 km de diamètre.